# Sielsowiet Chojno
Sielsowiet Chojno (biał. Хойнаўскі сельсавет; ros. Хойновский сельсовет) – sielsowiet na Białorusi, w obwodzie brzeskim, w rejonie pińskim, z siedzibą w Chojnie. Od południa graniczy z Ukrainą.
Według spisu z 2009 sielsowiet Chojno zamieszkiwało 1336 osób, w tym 1111 Białorusinów (83,16%), 190 Ukraińców (14,22%), 27 Rosjan (2,02%), 3 Polaków (0,22%), 2 osoby innych narodowości i 3 osoby, które nie podały żadnej narodowości.

## Miejscowości
- agromiasteczko:
  - Żydcze
- wsie:
  - Chojno
  - Dzikowicze Wielkie
  - Newel
  - Siemiechowicze
  - Stajki
  - Wólka Mała